# Antonio José Cavanilles
Antonio José Cavanilles (Valencia, 16 januari 1745 – Madrid, 5 mei 1804) was een Spaans rooms-katholiek priester en botanicus.

## Biografie
Cavanilles studeerde aan de universiteit van zijn geboortestad Valencia, waar hij de diploma’s behaalde van magister in de filosofie (1762) en doctor in de theologie (1766). In 1772 werd hij in Oviedo priester gewijd.
Jarenlang was hij huisleraar bij verschillende adellijke families. In die functie verbleef hij twaalf jaar in Parijs, waar hij van 1777 tot het Revolutiejaar 1789 in dienst was van de Spaanse ambassadeur. In Parijs kwam hij via de geleerden André Thouin en Antoine-Laurent de Jussieu in contact met de encyclopedisten en werd zijn passie voor botanie gewekt. Hij behoorde tot de eerste Spaanse wetenschappers die de binominale nomenclatuur van Linnaeus toepasten. Vanaf 1785 verschenen van zijn hand talrijke botanische boeken en artikelen, die zijn naam als vooraanstaand plantkundige vestigden.
Bij zijn terugkeer in Spanje werd hij officieel belast met de studie van de Spaanse flora. Hij bestudeerde en beschreef evenwel ook vele planten die door botanische expedities van buiten Spanje meegebracht waren, zoals die van Hipólito Ruiz en José Antonio Pavón naar de Nieuwe Wereld. Op deze wijze zijn de studies van Cavanilles nog steeds relevant voor de plantkunde van Peru, Brazilië en Chili, maar ook van Australië (New South Wales). Zijn naam (standaard afgekort als "Cav.") is onder meer verbonden aan thans veelvuldig aangeplante tuinplanten zoals Dahlia en Cosmos, omdat hij de eerste was die ze een wetenschappelijke naam gaf. Zijn belangrijkste werk is het zesdelige Icones et descriptiones plantarum quae aut sponte in Hispania crescunt aut in hortis hospitantur, verschenen in Madrid tussen 1791 en 1801. Hij leverde ook niet minder dan achtenveertig bijdragen aan het wetenschappelijk tijdschrift Anales de Ciencias Naturales (in 1799 gesticht als Anales de Historia Natural).
Op het einde van zijn leven, van 1801 tot 1804, was hij directeur van de Koninklijke Botanische Tuin (Real Jardín Botánico) in Madrid. Hij volgde er de plantkundige Casimiro Gómez Ortega op, die de tuin in 1781 van buiten Madrid had verplaatst naar de huidige locatie naast het Museo del Prado. In die tuin is thans een standbeeld van Cavanilles te zien.
De botanicus Antonio José Cavanilles mag niet verward worden met zijn neef Antonio Cavanilles (1805-1864), die jurist was en auteur van een geschiedenis van Spanje.
- Biblioteca Nacional de España: XX1722312
- Bibliothèque nationale de France: cb123958127 (data)
- Author citation (botany): Cav.
- Catàleg d'autoritats de noms i títols de Catalunya: 981058529295406706
- CiNii: DA06365589
- Stuttgart Database of Scientific Illustrators 1450–1950: 3112
- Gemeinsame Normdatei: 116478101
- International Standard Name Identifier: 0000 0001 1867 6031
- Library of Congress Control Number: n84105638
- Nationale bibliotheek van Australië: 35674367
- Nationale Bibliotheek van Israël: 987007277806305171
- Nederlandse Thesaurus van Auteursnamen: 069899126
- Réseau des bibliothèques de Suisse occidentale: 02-A000030027
- SNAC: w6wh414s
- Système universitaire de documentation: 067037313
- Museum of New Zealand Te Papa Tongarewa: 49816
- Trove: 1037030
- Virtual International Authority File: 100161751
- WorldCat: E39PBJbWwqg4gxtmq9X3ckxVYP